# Crotalaria cornu-ammonis
Crotalaria cornu-ammonis är en ärtväxtart som beskrevs av René Viguier. Crotalaria cornu-ammonis ingår i släktet sunnhampor, och familjen ärtväxter. Inga underarter finns listade i Catalogue of Life.